# Mateo Correa Magallanes
Svatý Mateo Correa Magallanes (23. července 1866, Tepechitlan – 6. února 1927, Durango) byl mexický katolický kněz a Kolumbův rytíř, mučedník zpovědního tajemství. Jeho žákem byl další mučedník, bl. Michal Pro, kterého připravoval na první svaté přijímání.

## Smrt
Don Mateo byl zastřelen vládními vojáky poté, co na žádost generála Ortize vyzpovídal před popravou zajaté kristeros a následně odmítl generálův požadavek vyzradit, z čeho se zpovídali.

## Úcta
Jeho proces blahořečení byl započat 22. srpna 1960 v arcidiecézi Guadalajara a to ve skupině Cristobal Magallanes Jara a 24 společníků. Dne 7. března 1992 uznal papež Jan Pavel II. jejich mučednictví. Blahořečeni byli 22. listopadu 1992 v bazilice sv. Petra papežem Janem Pavlem II. Dne 28. června 1999 uznal papež zázrak uzdravení na jejich přímluvu. Svatořečeni byli 21. května 2000 na Svatopetrském náměstí papežem Janem Pavlem II.